# Březí (district de Žďár nad Sázavou)
Pour les articles homonymes, voir Březí.
Březí (en allemand : Brzezy) est une commune du district de Žďár nad Sázavou, dans la région de Vysočina, en Tchéquie. Sa population s'élevait à 186 habitants en 2020.

## Géographie
Březí se trouve à 7 km au nord de Velká Bíteš, à 32 km au sud-est de Žďár nad Sázavou, à 46 km à l'est-sud-est de Jihlava à 152 km au sud-est de Prague.
La commune est limitée par Milešín, Rozseč et Borovník au nord, par Níhov et Březské à l'est, par Vlkov au sud, et par Osová Bítýška et Skřinářov à l'ouest.

## Histoire
La première mention écrite de la localité date de 1348.

## Administration
La commune se compose de deux quartiers :
- Březí
- Ondrušky

## Transports
Par la route, Březí se trouve à 8 km de Velká Bíteš, à 36 km de Žďár nad Sázavou, à 53 km de Jihlava et à 173 km de Prague.